# 小藤まつ
小藤 まつ（ことう まつ、4月6日 - ）は日本の漫画家。東京都出身。静岡県在住。デビュー作品は『SISTER』（当時16歳）。

## 作品リスト

### 連載
- i♥ドール（『別冊マーガレット』2005年8月号 - 11月号）
- 桜アイロニイ（『別冊マーガレット』2007年3月号 - 8月号）
- 青春パンチ（『別冊マーガレット』2008年4月号 - 11月号）
- 半熟ガールフレンド（『別冊マーガレット』2011年5月号[2] - 8月号[3]）
- チル、チル、ミチル。[4]（『Cookie』2016年9月号[5][6] - 2018年1月号[7]）
- リアルプロポーズ〜お隣くんとニセ婚年の差love days〜（原作：広瀬なつめ、『プチプリンセス』2023年Vol.72[8] - 2024年vol.93） - 作画担当。
- キスまで徒歩2秒（原案：広瀬なつめ、『Kiss』2024年7月号[9] - 連載中） - 『駆けるミント』が好評により連載化[9]。

### 読み切り
- SISTER（『別冊マーガレット』1993年2月号） - デビュー作、単行本未収録作品。
- くちびるの行方（『デラックスマーガレット』1993年9月号） - 『Andanteの恋』に収録。
- はじまりの予感（『ザ マーガレット』1994年3月号） - 『Andanteの恋』に収録。
- 親友白書（『デラックスマーガレット』1994年5月号） - 『Andanteの恋』に収録。
- Andanteの恋（『ザ マーガレット』1994年9月号） - 『Andanteの恋』に収録。
- 恋愛日和（『デラックスマーガレット』1994年11月号） - 『恋の降る日に』に収録。
- Maybe Miss You（『別冊マーガレット』1995年1月号） - 『純愛オレンジ』に収録。
- キレイな私は好きですか？（『デラックスマーガレット』1995年5月号） - 『純愛オレンジ』に収録。
- poco・a・pocoの愛（『デラックスマーガレット』1995年7月号） - 『恋の降る日に』に収録。
- 愛しのdarling（『デラックスマーガレット』1995年11月号） - 『純愛オレンジ』に収録。
- 恋の降る日に（『デラックスマーガレット』1996年3月号） - 『恋の降る日に』に収録。
- GIRLIE LIFE〜愛の形 恋の味〜（『デラックスマーガレット』1996年7月号） - 『恋の降る日に』に収録。
- 純愛オレンジ（『別冊マーガレット』1996年11月号） - 『純愛オレンジ』に収録。
- 紅茶の想い（『デラックスマーガレット』1997年3月号） -  『NATURAL BEAUTY』に収録。
- 楽園に咲く花（『別マスペシャル』1997年秋の増刊号） -  『NATURAL BEAUTY』に収録。
- NATURAL BEAUTY（『デラックスマーガレット』1998年5月号） -  『NATURAL BEAUTY』に収録。
- お姫様の気持ち（『デラックスマーガレット』1998年9月号） -  『NATURAL BEAUTY』に収録。
- 馬鹿と宇宙人（『デラックスマーガレット』2003年3月号） - 『願ったり、叶ったり。』に収録。
- 願ったり、叶ったり。（『デラックスマーガレット』2003年7月号） - 『願ったり、叶ったり。』に収録。
- 愛を喰らえ（『別冊マーガレット』2003年9月号） - 『願ったり、叶ったり。』に収録。
- 完全合コン必勝マニュアル（『別マスペシャル』2004年夏の増刊号） - 『願ったり、叶ったり。』に収録。
- 運命なんてそんなもの（『デラックスマーガレット』2006年3月号） - 『桜アイロニイ』2巻に併録。
- ホットパンツ（『デラックスマーガレット』2007年9月号） - 『女子の情事』に収録。
- 好きなんだバカやろう（『別冊マーガレット』2007年11月号特別ふろく『別マスペシャル』） - 『桜アイロニイ』2巻に併録。
- 2.14（『デラックスマーガレット』2008年3月号） - 『好いも甘いも』1巻に併録。
- 女子の情事（『デラックスマーガレット』2009年3月号） - 『女子の情事』に収録。
- 女子の情事〜零〜[10]（『デラックスマーガレット』2009年7月号） - 『女子の情事』に収録。
- 愛しこの夜（『デラックスマーガレット』2010年1月号） - 『女子の情事』に収録。
- ピラミッド（原作：広井皆実、『別冊マーガレットsister』2010年10月増刊号） - 単行本未収録作品。
- スキならスキと（『別冊マーガレットsister』2011年1月増刊号） - 単行本未収録作品。
- アリヤナシヤ[11]（『別冊マーガレットsister』2011年11月増刊号） - 単行本未収録作品。
- 片想い始めました。[12]（『別冊マーガレットsister』2012年4月増刊号） - 単行本未収録作品。
- 贅沢な食卓〜朝食〜[13]（『bianca（ビアンカ）』2号〈2012年11月増刊号〉） - 『好いも甘いも』1巻に併録。
- 花と蝶々と（『ザ マーガレット』2012年12月号） - 単行本未収録作品。
- さよならセックスまたきてちかく[14]（『Cookie』2018年7月号） - 単行本未収録作品。
- たりらりらん[15]（『Cookie』2019年1月号） - 『好いも甘いも』3巻に併録。
- キミにリ;クエスト[16]（『Cookie』2022年3月号） - 単行本未収録作品。
- リマッチング♡マリッジ[17]（原作：広瀬なつめ、作画：小藤まつ、『&フラワー』2022年7号[18]） - 単行本未収録作品。
- キミにリ;クエスト レベル2[19]（『Cookie』2022年7月号） - 単行本未収録作品。
- キミにリ;クエスト レベル3[20]（『Cookie』2022年11月号） - 単行本未収録作品。
- 駆けるミント（原案：広瀬なつめ、『Kiss』2023年10月号[21]） - 単行本未収録作品。

### 書籍
特記がない限り、全て集英社、マーガレットコミックスから刊行されている。
- 『Andanteの恋』、1995年7月30日発行、ISBN 4-08-848378-2
- 『恋の降る日に』、1996年10月30日発行、ISBN 4-08-848568-8
- 『純愛オレンジ』、1997年4月30日発行、ISBN 4-08-848643-9
- 『NATURAL BEAUTY』、1998年12月22日発行、ISBN 4-08-847004-4
- 『777』、1999年8月発行、ISBN 4-08-847108-3
- 『双子ゴッコ』、2000年10月発行、ISBN 4-08-847296-9
- 『フレンチビーンズ・チョコレート』、2001年7月発行、ISBN 4-08-847400-7
- 『赤と青の果実』、2002年6月発行、ISBN 4-08-847522-4
- 『愛され体質』、2003年3月発行、ISBN 4-08-847616-6
- 『チェリーのアンテナ』、2004年5月発行、ISBN 4-08-847748-0
- 『願ったり、叶ったり。』、2004年10月30日発行、ISBN 4-08-847795-2
- 『ピンクちょーだい』、2005年6月発行、ISBN 4-08-847869-X
- 『i♥ドール』、2006年4月30日発行、ISBN 4-08-846052-9
- 『3番目の彼氏』、2007年2月発行、ISBN 978-4-08-846146-5
- 『桜アイロニイ』、2007年 - 2008年、全2巻
  1. 2007年8月29日発行、ISBN 978-4-08-846207-3
  2. 2008年3月30日発行、ISBN 978-4-08-846279-0
- 『青春パンチ』、2008年、全2巻
  1. 2008年10月29日発行、ISBN 978-4-08-846348-3
  2. 2008年12月30日発行、ISBN 978-4-08-846369-8
- 『女子の情事』、2010年8月25日発売[22]、ISBN 978-4-08-846563-0
- 『半熟ガールフレンド』、2011年9月23日発売[23]、ISBN 978-4-08-846701-6
- 『チル、チル、ミチル。』、2017年 - 2018年、全2巻
  1. 2017年3月24日発売[24]、ISBN 978-4-08-845738-3
  2. 2018年1月25日発売[25]、ISBN 978-4-08-845884-7
- 『好いも甘いも』、2019年 - 2022年、全3巻
  1. 2019年11月25日発売[26][27]、ISBN 978-4-08-844262-4
  2. 2020年8月25日発売[28]、ISBN 978-4-08-844338-6
  3. 2022年12月23日発売、ASIN B0BPM8QFSK
- 『リアルプロポーズ〜お隣くんとニセ婚年の差love days〜』、原作：広瀬なつめ、秋田書店〈プリンセスコミックス〉2023年 - 2025年、全3巻、作画担当
- 『キスまで徒歩2秒』、原案：広瀬なつめ、講談社〈KC Kiss〉、既刊2巻（2025年7月11日現在）

## 関連人物
- 矢幡亜貴[29] - アシスタント経験者。
- 小野ゆりえ[30][31] - 日本の漫画家。アシスタント経験者。